# Параћински покољ
Параћински покољ се догодио 3. септембра 1987. године, нешто после 3 часа ујутро, у касарни ЈНА „Бранко Крсмановић” у Параћину, када је војник Азиз Кељменди, Албанац са Космета, пуцао из аутоматске пушке по спаваоници касарне и том приликом убио четири војника, а ранио петорицу. Међу погинулим војницима, двојица су била из Босне и Херцеговине, а по један из Хрватске и Србије.
Овај догађај шокирао је целу тадашњу СФР Југославију. Истовремено, у пар градова у Србији грађани су каменовали киоске и продавнице чији су власници били Албанци. Државни медији су покренули широку антиалбанску кампању, тврдећи да је овај злочин почињен од стране албанских сепаратиста и да је ово нова акција против Југославије.
На сахрани погинулог војника Срђана Симића, у Београду, пар дана после злочина, окупило се неколико стотина грађана који су узвикивали пароле против Албанаца и пароле Косово је Србија.